# Basilika St. Andreas (Komárno)

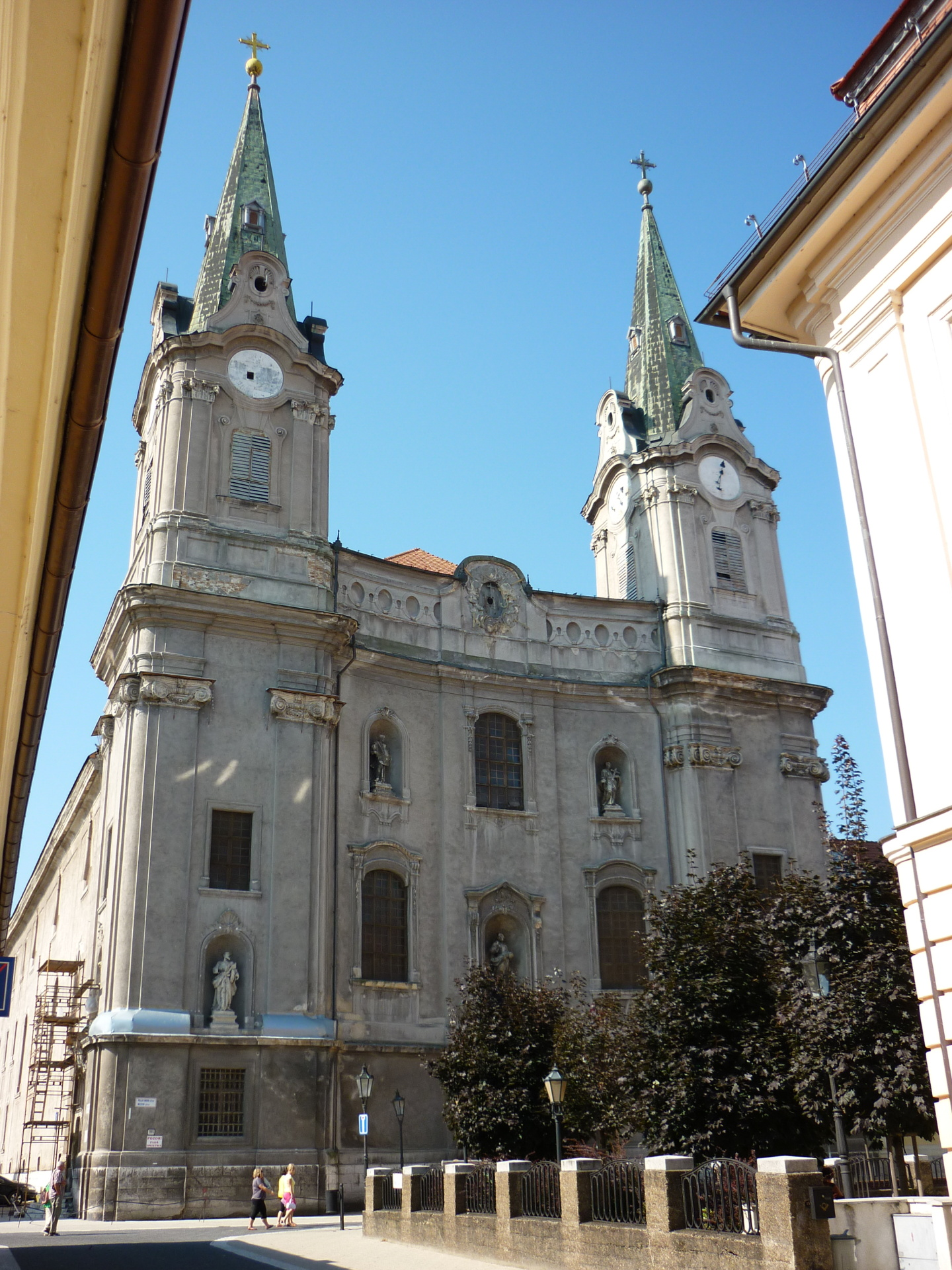
Fassade der Basilika

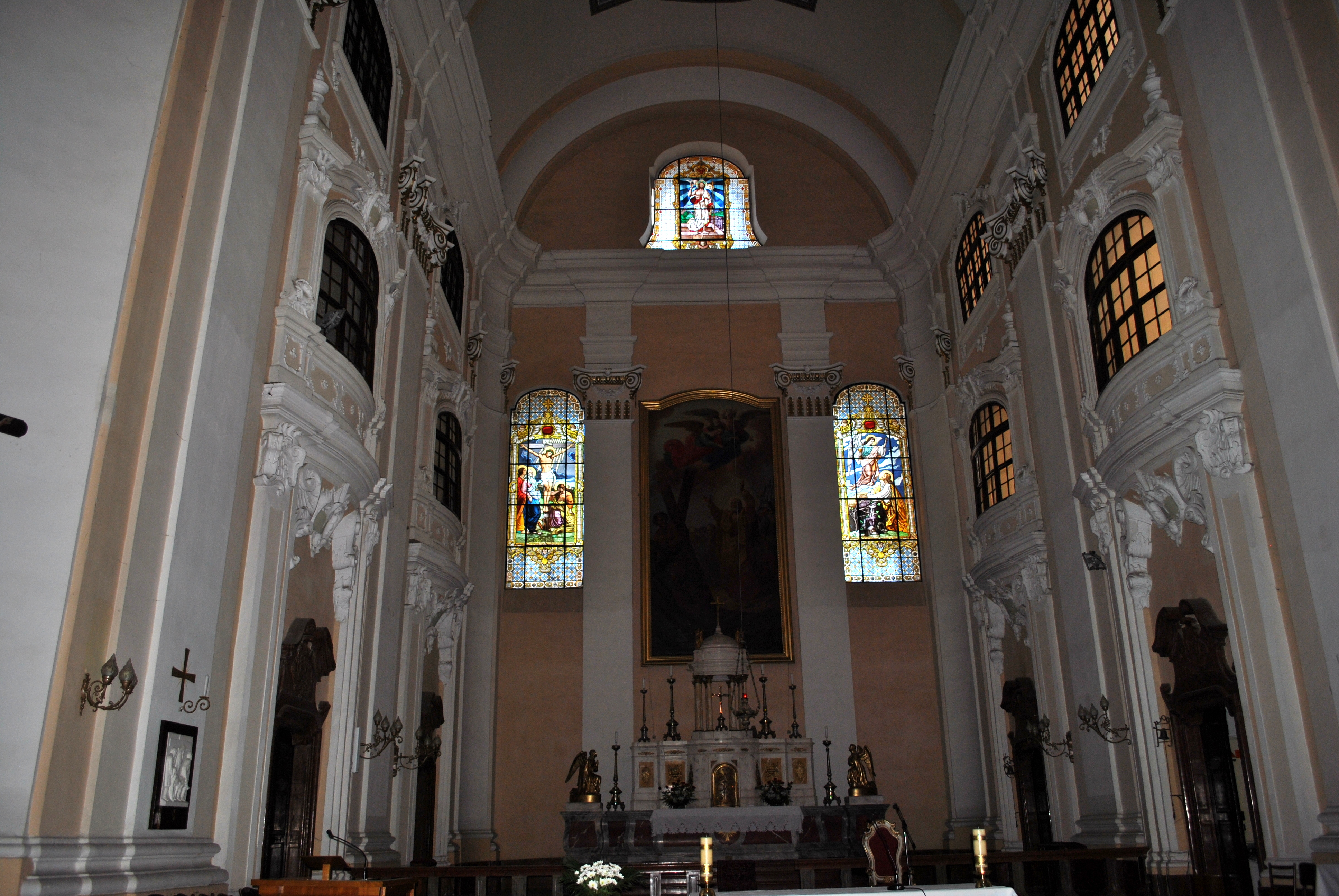
Innenraum

Die Basilika St. Andreas (slowakisch Bazilika svätého Ondreja) ist eine römisch-katholische Kirche im südslowakischen Komárno. Die zum Erzbistum Trnava gehörende Kirche ist dem Apostel Andreas gewidmet und trägt den Titel einer Basilica minor. Sie steht auf der Liste der denkmalgeschützten Objekte in Komárno.

## Geschichte
Die ersten Spuren der Pfarre gehen zurück auf das 10. Jahrhundert unter dem Herzog von Géiz mit der Siedlung Villa Sancta Andrea. Die erste belegte Kirche nahe der heutigen Kirche unweit der Donau wurde in den Jahren 1674 bis 1677 von den Jesuiten erbaut. Nach der türkischen Besetzung erholte sich zu Beginn des 18. Jahrhunderts die Stadt, die damals die viertgrößte Stadt Ungarns war. Der Stadtrat beschloss den Bau einer größeren Kirche. Im Jahr 1719 begannen die Arbeiten und am 28. Juni 1723 wurde der Grundstein der Kirche St. Andreas gelegt. Es wurden dabei auch 800.000 Ziegelsteine von der abgerissenen Festung verwendet. Aufgrund der schnellen und schlechten Bauweise wurden dabei mehrere Reparaturen benötigt. Die Kirche wurde zusammen mit dem Jesuitenkloster 1763 fertiggestellt. Das Erdbeben am 28. Juni 1763 ließ die neue Kirche einstürzen. Unter der Leitung der Jesuiten wurde sie bis 1771 wieder aufgebaut. Schon 1773 mussten die Jesuiten aber das aufgelöste Kloster und die Stadt verlassen. Später zogen die Benediktiner in das Kloster und betreuten die Kirche. Der Stadtbrand vom 17. September 1848 erfasste auch die Kirche, die erst am 28. Oktober 1860 neu geweiht werden konnte. Die Kirche hat seitdem einen spätbarocken Stil mit klassizistischen Elementen. Die konkave Doppelturmfassade ist mit einigen Heiligenfiguren geschmückt, beide Türme tragen Uhren und Helme. Das Innere der der einschiffigen Kirche wurde 1975 restauriert und das Dach wurde 1990 bis 1992 erneuert. 2017 erhob Papst Franziskus die Kirche in den Rang einer Basilica minor.

## Ausstattung

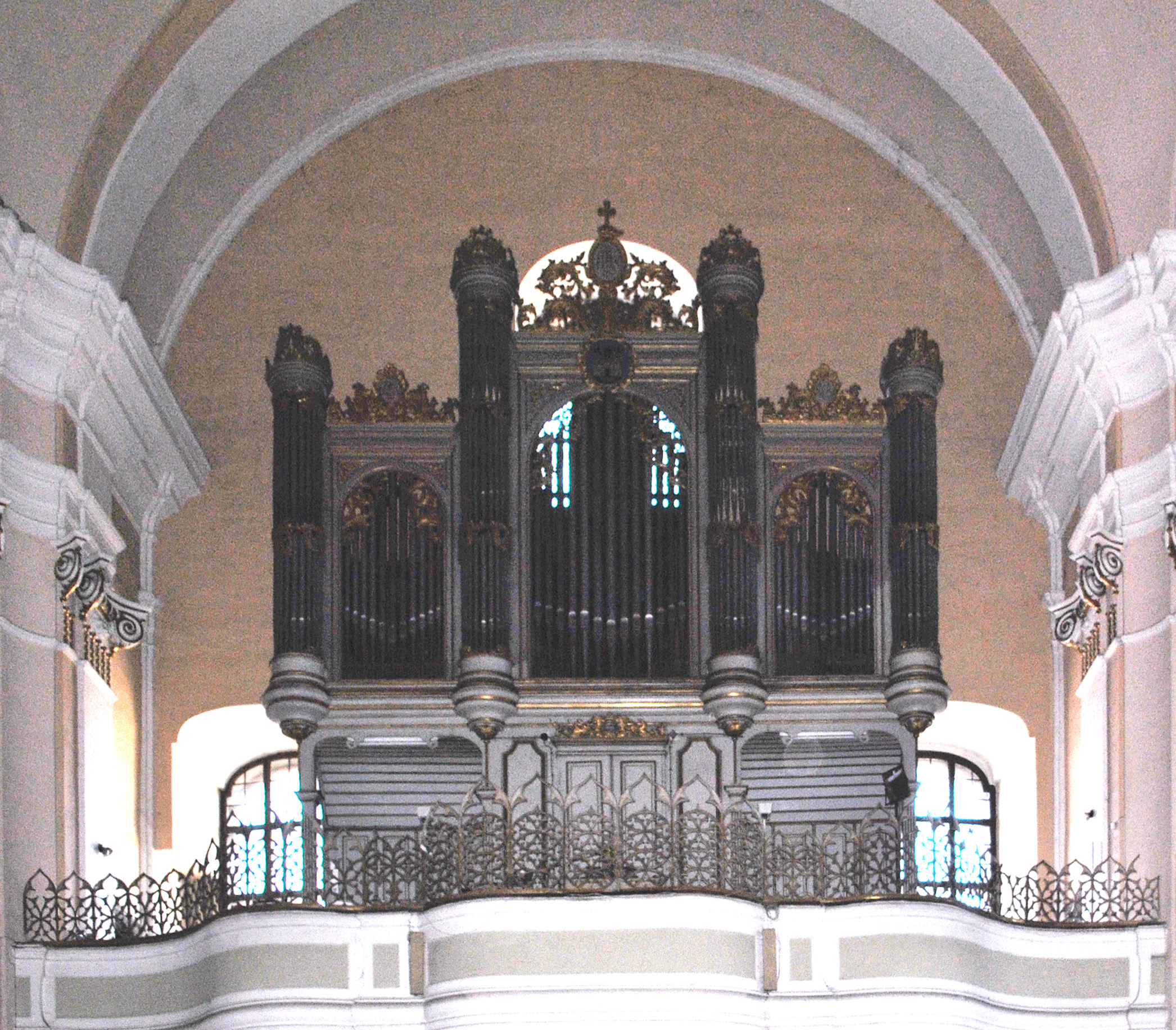
Buckow-Orgel

Bedeutende Elemente der Kirchenausstattung sind der Hauptaltar von Carl Petrus, der zwischen 1855 und 1860 geschaffen wurde, und das darüber hängende monumentale Altarbild des Apostels Andreas von Michelangelo Grigoletti. Neben einigen Seitenaltären sind die Heilig-Grab-Kapelle und die Seitenkapelle der Schwarzen Madonna bedeutsam, letztere wurde aus Ebenholz im Rokokostil zwischen 1780 und 1810 erstellt. Das Kreuz ist ein Werk von Philipp Jakob Straub. Die Kreuzwegstationen stammen von Gyula Berecza aus dem Jahr 1935. Weiterhin ist die Basilika mit vielen Fresken aus den 1870ern, Glasmalereien und sakralen Ölgemälden ausgestaltet.
Die Orgel gehört zu den größten Orgeln in der Slowakei und wurde von Carl Friedrich Ferdinand Buckow ab 1860 als sein letztes Werk erbaut. Er starb noch vor der Fertigstellung am 16. Mai 1864, sein Mitarbeiter Johann Rumpel vollendete das Instrument, das 12.000 Gulden kostete. Im Mai 1865 wurde die Orgel vom Graner Primas geweiht. Sie hatte damals 41 Register und drei Manuale. 1898–1899 baute die Firma Gebrüder Rieger die Orgel um und erweiterte sie um weitere 10 Register.